# Кріс Віннс
Крістофер Роберт Віннс (англ. Christopher Robert Winnes, нар. 12 лютого 1968, Ріджфілд, Коннектикут) — американський хокеїст, що грав на позиції крайнього нападника. Грав за збірну команду США.

## Ігрова кар'єра
Професійну хокейну кар'єру розпочав 1991 року.
1987 року був обраний на драфті НХЛ під 161-м загальним номером командою «Бостон Брюїнс».
Протягом професійної клубної ігрової кар'єри, що тривала 12 років, захищав кольори команд «Мен Марінерс», «Провіденс Брюїнс», «Герші Берс», «Юта Гріззліс», «Бостон Брюїнс» та «Філадельфія Флаєрс».
Усього провів 33 матчі в НХЛ, включаючи 1 гру плей-оф Кубка Стенлі.
Виступав за збірну США.